# パウリ・ケレス
パウリ・ケレス（Paul Keres、1916年1月7日 - 1975年6月5日）は、エストニア出身の旧ソビエト連邦のチェスプレーヤーである。

## 来歴・人物
ナルヴァ生まれ。4歳の時、父親がチェスを指しているのを見てチェスを覚えた。若い頃は自分の故郷で国際大会がないので郵便チェスを指していた。郵便チェスを指していた頃ケレスがよく指したオープニングはポンチアニ・オープニングである。世界チャンピオンになってもよいくらいに強いプレーヤーだったが、1948年に当時空位となった世界チャンピオンの座をめぐりミハイル・ボトヴィニク、ワシリー・スミスロフ、マックス・エーワ、サミュエル・ハーマン・レシェフスキーと5人で新チャンピオンの座を争ったが、同率3位に終わった。その後も挑戦者決定大会では4度連続2位になり、ついに挑戦者にはなれなかった。しかし長い間「世界チャンピオンになれなかった最強のプレーヤー」と呼ばれた。なおケレスはソビエト連邦選手権では3回チャンピオンとなっている。
心筋梗塞のためフィンランドの首都ヘルシンキで59歳にて死亡。エストニアでは2011年に通貨をユーロに移行するまで、5クローン紙幣にケレスの肖像が印刷されていた。